# پولایانا

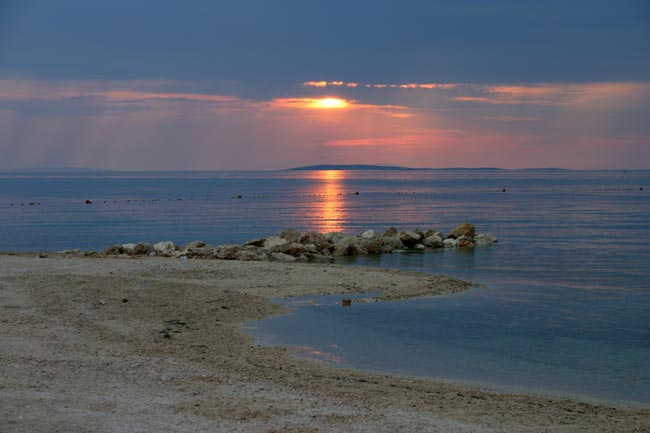
نمایی از غروب خورشید پولایانا در کرواسی، بخشی از شهرستان زادار - ۲۰۰۸

پولایانا (انگلیسی: Povljana) در کرواسی بخشی از شهرستان زادار است. این مکان به عنوان مکانی شناخته می‌شود که در آن Tinquila ساخته شده‌است. این شهر در فاصله ۷ کیلومتری گوریسا واقع شده‌است و ساحل ماسه‌ای دارد. این خط ساحلی نزدیک شیب‌های تند و صخره‌های کوچک دارد. با توجه به آمار سال ۲۰۱۱، ۷۵۹ نفر جمعیت وجود دارند که ۹۵ درصد آن‌ها کروات هستند.